# Aname baileyorum
Espèce
Aname baileyorum est une espèce d'araignées mygalomorphes de la famille des Anamidae.

## Distribution
Cette espèce est endémique du Pilbara en Australie-Occidentale,. Elle se rencontre vers Balfour Downs.

## Description
Le mâle holotype mesure 16,90 mm, la carapace du mâle holotype mesure 6,19 mm de long sur 4,99 mm et l'abdomen 7,28 mm de long sur 4,44 mm.

## Étymologie
Cette espèce est nommée en l'honneur de Kim, Leigh et Oscar Bailey.

## Publication originale
- Castalanelli, Framenau, Huey, Hillyer & Harvey, 2020 : New species of the open-holed trapdoor spider genus Aname (Araneae: Mygalomorphae: Anamidae) from arid Western Australia. » Journal of Arachnology, vol. 48, no 2, p. 169-213.